# Fouchères (Yonne)
Fouchères is een gemeente in het Franse departement Yonne (regio Bourgogne-Franche-Comté) en telt 398 inwoners (1999). De plaats maakt deel uit van het arrondissement Sens.

## Geografie
De oppervlakte van Fouchères bedraagt 15,0 km², de bevolkingsdichtheid is 26,5 inwoners per km².
De onderstaande kaart toont de ligging van Fouchères (Yonne) met de belangrijkste infrastructuur en aangrenzende gemeenten.

## Demografie
Onderstaande figuur toont het verloop van het inwonertal (bron: INSEE-tellingen).